# The Gashlycrumb Tinies
The Gashlycrumb Tinies: or, After the Outing è un abbecedario scritto e illustrato da Edward Gorey, pubblicato nel 1963. È uno dei libri più noti dell'autore, oltre ad essere il più famoso tra i suoi ironici alfabeti.

## Trama
Gorey narra in rima baciata le storie di 26 bambini (ognuno per ogni lettera dell'alfabeto) e le loro morti premature, accompagnate dalle caratteristiche illustrazioni in bianco e nero dell'autore.
L'umorismo macabro del libro si basa sui banali modi in cui i bambini muoiono, ad esempio cadendo dalle scale o soffocati da un nocciolo di pesca. Lungi dall'illustrare i drammatici e fantastici incubi infantili, questi scenari deridono le paranoie genitoriali.

## Accoglienza
È stato descritto come una «sarcastica ribellione alla visione dell'infanzia come solare, idilliaca ed istruttiva.»